# Schizocladiophyceae
Schizocladiophyceae es un pequeño grupo de algas marinas filamentosas, perteneciente al filo Ochrophyta. Solo comprende una especie que, por morfología, pigmentos fontosintéticos y análisis genéticos, se incluye en su propia clase. Sus parientes más cercanos son las algas pardas. Los cloroplastos tienen lamelas ceñidoras y la membrana exterior del retículo endoplásmico cloroplástido está conectada a la membrana externa del núcleo celular. Los cloroplastos contienen clorofilas a  y c, fucoxantina y un genoma circular de ADN. Las células presentan paredes celulares que contienen alginatos, pero carecen de celulosa. Las zoosporas se forman directamente por transformación de las células vegetativas o por un proceso que incluye una etapa de células multinucleadas. Las zoosporas son biflageladas, con un flagelo anterior que presenta fibrillas tubulares tripartitas, mientras que el otro, posterior o dirigido lateralmente, carece de ellas. Las zoosporas presentan una mancha ocular.